# Тарасов, Николай Михайлович
Николай Михайлович Тарасов  (род. 12 апреля 1950, Орск) — российский государственный и хозяйственный деятель, инженер-строитель, мэр города Орска (1996—2000).

## Биография
После окончания школы обучался в Новотроицком строительном техникуме, Всесоюзном заочном политехническом институте и Академии государственной службы. С 1969 по 1990 работал в тресте «Орскпромстрой», где прошел путь от плотника и бригадира до управляющего.
Работал в органах исполнительной власти: сначала председателем исполкома Октябрьского района Орска, а затем мэром города (1996—2000) Одним из его предвыборных лозунгов на выборах был «Я не обещаю золотые горы», 1996 г..
Переехав в Москву, работал начальником Управления по работе с подведомственными МПР РФ унитарными предприятиями и учреждениями. На посту первого заместителя министра МПР руководил Государственной водной службой МПР РФ.
Позже был освобожден от должности.
Работал в страховой компании PECO.

## Книги
- Греет душу сторонка родная. Стихи, ISBN 9785006015012
- Там, где тихо воркует река. Стихи, ISBN 9785005176066
- Деревенька, ты малая Родина. Стихи, ISBN 9785005013958
- На берегах сердца
- И вновь о женщине пою
- Примите женщину как есть
- Настоялась ночь на звездах
- Пусть женщина останется загадкой